# 兜葉蘚
兜葉蘚（学名：Horikawaea nitida）为帶蘚科兜葉蘚屬下的一个种。